# التمیمی
التمیمی (به عربی: التمیمی) یک منطقهٔ مسکونی در لیبی است که در استان درنه واقع شده‌است. التمیمی ۴٬۶۶۷ نفر جمعیت دارد.